# Hartwig Ammann
Hartwig Ammann (* 5. Juli 1927 in Bremen; † 7. Mai 2007 in Bremen) war ein  deutscher Pastor und Heimatforscher in Bremen.

## Biografie
Ammann war der Sohn eines Ingenieurs. Er studierte Evangelische Theologie an der Kirchlichen Hochschule Bethel und an der Universität Göttingen. 
Er war Pastor von 1958 bis 1978 in Hemelingen und von 1978 bis 1988 in Oberneuland an der Kirche St. Johann. Von 1964 bis 1978 vertrat er als Stellvertretender Senior den Lutherischen Gemeindeverband in Bremen. 1988 trat er in den Ruhestand und schrieb danach unter anderem zur Heimatgeschichte von Oberneuland.

## Werke
- Bremer Pfarrerbuch. Hauschild, Bremen 1996, ISBN 978-3929902969.
- Neue Blätter zur Geschichte des Kirchspiels Oberneuland. 1. Aufl., Bremen 2000, ISBN 3-00-007108-3.
- Bremen-Oberneuland, gestern noch ein Dorf. 125 Jahre neue Kirche St. Johann in Oberneuland 1860–1985, Bremen 1990/96.
- Gestern noch ein Dorf. 800 Jahre Kirchengemeinde Oberneuland. Eine Chronik mit 120 Abbildungen . Döll, Bremen 1980, ISBN 3920245571.